# Partido de Suellacabras
El Partido de Suellacabras, era una comarca tradicional que formó parte de la Intendencia de Soria situada en la actual provincia de Soria, en la región española de Castilla la Vieja, hoy comunidad autónomas de Castilla y León.Todo el territorio de esta comarca se encuentra en la actualidad en la Tierras Altas.

## Lugares que comprendía
Entre paréntesis figura el municipio al que pertenecen.
- Suellacabras.
- Torretaranclo (despoblado, Valtajeros).
- Valdelagua del Cerro condividido este último lugar con el Partido de Ágreda.

## Historia
El Partido de Suellacabras pertenecían a la Comunidad de villa y tierra de Magaña formada por las siguientes aldeas: Cerbón, Fuentes de Magaña, Las Fuesas, Torretarrancho y Valtajeros. En el siglo XV, cuando el condestable don Álvaro de Luna recibió el señorío sobre la Tierra de Magaña, este señorío fue ampliado con siete aldeas de la Tierra de Soria, colindantes con
Magaña, a saber: Carrascosa de la Sierra, Suellacabras, Pobar, El Espino, La Losilla, Villarraso y Valdelagua del Cerro. Estas aldeas, aparecen en el censo de 1594 enumeradas como de la Tierra de Magaña.
En el censo de Floridablanca aparece repartida en cuatro partidos y mezclada con aldeas que originariamente nada tuvieron que ver con Magaña:
- Partido de Magaña, señorío del marqués de Vadillo, formado por Magaña, Cerbón, Fuesas y Villarraso.
- Partido de Fuentes de Magaña, señorío del marqués de San Miguel, constituido por el propio Fuentes de Magaña con El Espino.
- Partido de Suellacabras, señorío del duque de Alba, integrado por Suellacabras, Torretaranclo y Valdelagua del Cerro condividido este último lugar con el Partido de Ágreda.
- Finalmente, Valtajeros era una villa eximida por el duque de Santisteban.[3]